# Otto Dorer
Otto Dorer (* 31. März 1851 in Baden; 17. Juli 1920 in Passugg) war ein Schweizer Architekt.

## Leben
Dorer wurde in eines der angesehensten alten Badener Bürgergeschlechter hineingeboren und wuchs in Baden auf. Seine Ausbildung absolvierte er an der ETH Zürich, dem damaligen Polytechnikum. Danach bildete er sich ab 1877 in Paris berufsbegleitend als Architekt weiter. Dort lernte er auch seinen späteren Partner Adolf Füchslin kennen, mit dem ihn eine langjährige Zusammenarbeit verbinden sollte. Die beiden gewannen von Paris aus den Wettbewerb um die Bauten der Landesausstellung 1883 in Zürich.
Sein Sohn Otto Dorer (eigentlich: Kaspar Josef Otto Dorer; 1887–1961) war ebenfalls als Architekt tätig. Dasselbe gilt für dessen Sohn Otto F. Dorer (* 1925), also den Enkel von Otto Dorer I. - Otto F. Dorer ist der Ehemann der Bildhauerin Anneliese Dorer-Merk.

## Werke
Dorer erstellte bedeutende Industriebauten und öffentliche Bauten wie das alte Telegraphengebäude in Bern, das Technikum in Burgdorf wie auch die Postgebäude in Winterthur, Olten und Brugg. Seine Heimatstadt Baden verdankt ihm zahllose Privat- und Geschäftshäuser in der Altstadt, in den Quartieren Burghalde, Ländli, Meierhofplatz, Baden Nord, wie auch die Badener Synagoge. Seine Handschrift trägt sodann die gründliche, aufwendige Restaurierung des Landvogteischlosses 1909–1912 im Hinblick auf die bis heute geschätzte Umnutzung zu einem Museum. Heute ist das Landvogteischloss der Sitz des Historischen Museums Baden. Dorer hatte einen wesentlichen Einfluss auf die bauliche Gestaltung seiner engeren Heimat. Er machte sich einen Namen als Vertreter der Architektur der so genannten Gründerzeit. Die von ihm 1884 im spätklassizistischen Stil erstellte Villa Dorer, einem Wohn- und Geschäftshaus an der Haselstrasse 1 in Baden, wurde in den 1960er Jahren durch einen Neubau ersetzt.
In einer von Dorer und Füchslin erbauten repräsentativen Liegenschaft/Villa im
Stil der Gründerzeit residiert auch seit 2002 das Schweizer Kindermuseum in Baden. Das Haus selbst wurde damals 1896/97 von den beiden Architekten, Dorer und Füchslin,  im Stil eines italienischen Landhauses am Ländliweg 7 in Baden erstellt.